# François Blanco
Pour les articles homonymes, voir Blanco.
François Blanco (espagnol : Francisco Blanco), né le 18 septembre 1570 à A Gudiña et mort le 5 février 1597 à Nagasaki est un franciscain missionnaire au Japon. Il meurt martyr de la foi, avec 25 autres chrétiens et fait partie du groupe des vingt-six martyrs du Japon qui sont canonisés ensemble par le pape Pie IX en 1862.

## Biographie

### Premières années
François Blanco naît à Ourense et rejoint en premier les Jésuites à Monterrei. Il déménage par la suite en Castille-et-Léon et devient novice chez les Franciscains à Villalpando.
Il suit un appel à la mission en allant au Mexique, où il est ordonné prêtre. En 1593, il déménage aux Philippines, puis entreprend en 1596 un voyage au Japon avec Martin de l'Ascension Aguirre.

### Condamnation et crucifiement
Le daimyō qui contrôlait le Japon avant l'époque d'Edo, Toyotomi Hideyoshi, par peur de la montée de l'influence européenne, commence à persécuter les catholiques locaux. Le 8 décembre 1596, Blanco fait partie d'un groupe de chrétiens arrêtés à Kyoto et qui ont eu une partie de leur oreille gauche coupée. Le groupe est contraint de parcourir à pied les 966 kilomètres de Kyoto à Nagasaki, où il arrive le 4 février 1597. Avec 25 autres chrétiens, Blanco est condamné à mort le lendemain pour avoir prêché la foi chrétienne. Ils sont crucifiés et leurs corps sont transpercés de lances sur la colline de l'Ouest (西坂, Nishizaka). Les corps sont restés exposés plusieurs jours.

## Postérité
Les martyrs sont tous béatifiés par Urbain VIII le 14 septembre 1627, puis canonisés par Pie IX en 1862. Le Musée et monument aux Vingt-six martyrs du Japon (en) est inauguré en juin 1962, 100 ans après la canonisation.
On retrouve une relique de son crâne à O Barco de Valdeorras, dans la province d'Ourense. Un des os de son petit doigt est conservé dans son village natal.